# Landskapsvetare
Landskapsvetare arbetar med landskapsfrågor inom både offentlig och privat sektor. Utbildning av landskapsvetare sker på det treåriga Landskapsvetarprogrammet (180 högskolepoäng) vid Högskolan Kristianstad. Utbildningen är tvärvetenskaplig och omfattar moment från både naturvetenskapliga, samhällsvetenskapliga och humanistiska ämnen. Studenterna skapar sig därmed en helhetssyn på landskapet och en generalistkompetens som är användbar både inom natur- och kulturmiljövård, samhällsplanering och turismbranschen.